# Karolína Františka ze Schönburg-Hartensteinu
Karolína Františka princezna ze Schönburg-Hartensteinu, zvaná též Lili Economo (německy Karoline Franziska von Schönburg-Hartenstein, 24. srpna 1892 Dobříš – 24. dubna 1986 Vídeň) byla česko-rakouská šlechtična a publicistka.

## Život
Narodila se 24. srpna 1892 na zámku Dobříš jako Karolína Teresie Františka Bartolomea, jako dcera vojáka a politika Aloise ze Schönburg-Hartensteinu (1858–1944) a Johany z Colloredo-Mannsfeldu (1867–1938).
Karolína Františka byla dvakrát vdaná. 10. června 1919 se ve vídeňské katedrále sv. Štěpána provdala za rakouského psychiatra a neurologa barona Constantina von Economo (1876–1931). Po smrti prvního manžela se v tyrolském Achenkirchu v listopadu 1945 provdala za Hermanna Oberhummera (1888–1963).
Společně s lékařem Juliem Wagnerem-Jaureggem byla autorkou biografie svého prvního manžela psychiatra a neurologa pod názvem „Constantin Freiherr von Economo: Sein Leben und Wirken“.